# 영국령 버진아일랜드의 문장

영국령 버진아일랜드의 문장

영국령 버진아일랜드의 문장은 1960년에 제정되었다.
초록색 방패 안에는 하얀 옷을 입은 여자가 금색 램프를 들고 있으며 여자 주변에는 11개의 금색 램프가 그려져 있다. 1493년에 영국령 버진아일랜드를 발견한 크리스토퍼 콜럼버스가 성녀 우르술라를 기념하기 위해 명명한 것에서 유래된 문장인데 이는 11,000명의 처녀들을 이끌고 순례 여행을 떠났던 성녀 우르술라의 행적과 일치한다. 방패 하단에 있는 금색 리본에는 영국령 버진아일랜드의 표어인 "방심하지 말자"(Vigilate)가 라틴어로 쓰여져 있다.